# Yelena Gorchakova
Yelena Yegorovna Gorchakova (russe : Елена Егоровна Горчакова ; née le 17 mai 1933 à Moscou et morte le 27 janvier 2002) est une athlète russe, spécialiste du lancer du javelot.

## Carrière
Concourant pour l'équipe d'URSS dès le début des années 1950, Yelena Gorchakova remporte la médaille de bronze des Jeux olympiques de 1952, à Helsinki, derrière la Tchécoslovaque Dana Zátopková et l'autre Soviétique Aleksandra Chudina.
Elle décroche le titre des Universiades de 1961.
Le 16 octobre 1964, lors des Jeux olympiques de Tokyo, Yelena Gorchakova établit un nouveau record du monde du lancer du javelot avec 62,40 m, améliorant de plus de deux mètres l'ancienne meilleure marque mondiale détenue par sa compatriote Elvira Ozolina. Elle termine troisième de la finale derrière la Roumaine Mihaela Penes et la Hongroise Márta Rudas, et obtient sa deuxième médaille de bronze douze ans après les Jeux d'Helsinki.

### Palmarès
| Date | Compétition     | Lieu     | Résultat | Marque  |
| ---- | --------------- | -------- | -------- | ------- |
| 1952 | Jeux olympiques | Helsinki | 3e       | 49,76 m |
| 1964 | Jeux olympiques | Tokyo    | 3e       | 57,06 m |

### Records
| Épreuve           | Performance | Lieu | Date |
| ----------------- | ----------- | ---- | ---- |
| Lancer du javelot | 62,40 m     |      | 1964 |